# とっとこハム太郎は〜い! ハムちゃんずの ハムハムチャレンジ! あつまれは〜い!
『とっとこハム太郎は〜い! ハムちゃんずの ハムハムチャレンジ! あつまれは〜い!』は、マーベラスエンタテイメントより2007年3月15日に発売されたニンテンドーDS用ゲームソフト。開発はアルファドリーム。ヨーロッパでは2008年5月23日、ヨーロッパでは2008年9月23日に発売。
とっとこハム太郎のゲーム化作品で、プレイヤーはハム太郎を操作してミニゲームをクリアするなどして手に入れる「かじかじシート」を削ってハムちゃんずのイラストを集める。低年齢向けであり、親はプレイしている子供がよく遊ぶ、得意なミニゲームの確認やプレイ時間、難易度を設定できるシステムが搭載されている。とっとこハム太郎のゲームシリーズとしては最後の発売作品でもある。

## ゲームシステム
基本操作
2005年に任天堂で発売された『とっとこハム太郎 ナゾナゾQ　雲の上の?城』と同じく、タッチペンでハム太郎を操作し、色々なオブジェクトやハムちゃんずをタッチする。また、ケージのパイプをタッチすると広場に移動ができる。なお、今作ではハム太郎をタッチしてもメニューを開くことができない。
ひまわりのたね
任天堂で発売された過去のシリーズではひまわりのたねの上限は999個だったのに対し、今作では100個までしか集められなくなった。過去作同様に所々に落ちている他、特定の場所から出現することもある。今作のひまわりのたねは、まいどくんの店の品物を買う時に種を20個交換する時に使う（必要な種が20個持たないか、既に持ち物が5つまで所持している時は買えない）。

## 評価
ファミ通クロスレビューでは7、6、7、6の26点。レビュアーは「作りが丁寧」「表情豊かな仕草、ボイスでハム太郎たち愛らしい」「進行具合の確認、難易度やプレイ時間の設定ができて保護者への配慮があるのは驚き」「大人の介入でアイテムプレゼントする要素がいい」とした他グラフィックを賞賛した一方「メインフィールドが少し狭い」「低年齢向けだがもう少し幅が欲しかった」とした他、収集要素について「繰り返し遊べる要素があるのがいい」とした者と「少なくてややボリューム不足」とした者で分かれた。
IGNは7.5/10のスコアでシンプルな操作や親向けのシステムを賞賛した。
GameZoneは6/10のスコアでかわいいキャラクター、いくつかの思考、創造的なエデュテインメントゲームだと賞賛したが子供向けではあるがミニゲームは数回すれば飽きる、興味深いゲームは少ない、平凡的な部分が多いと批判した。